# Ruta Sepetys
Ruta Sepetys (también conocida como Rūta Šepetys; Detroit, Míchigan, EE. UU, 1967) es una escritora lituano-estadounidense especializada en el género histórico de ficción. Es autora superventas internacional y número uno del New York Times, además de ganadora de la Medalla Carnegie. 
Es becaria de la Fundación Rockefeller Bellagio y la primera escritora estadounidense de literatura juvenil que ha intervenido en el Parlamento Europeo y en la OTAN. Su obra se ha publicado en más de sesenta países y cuarenta idiomas, y actualmente se está desarrollando para el cine y la televisión. 

## Biografía
En su juventud estudió Economía y Finanzas en Hillsdale College, y tras graduarse, montó su propia empresa de representación en Los Ángeles y se convirtió en una popular productora musical.
Años después, Ruta Sepetys se inspiró en la historia de su padre, un inmigrante lituano cuya familia fue víctima del genocidio estalinista, para escribir su primera novela: Entre tonos de gris. Finalmente, en 2011, y tras un exhaustivo proceso de documentación, la novela se publicó en Estados Unidos. 
En 2013, Sepetys escribió su segunda novela: El color de los sueños, ambientada en Nueva Orleans, que narra la experiencia de Josie, cuya madre trabaja en un burdel. El mayor sueño de Josie es ir a la universidad, y a pesar de las difíciles circunstancias que la rodean, hará todo lo que esté en sus manos para cumplir sus sueños.
Su tercera novela, Lágrimas en el mar, fue publicada en 2016, y narra la historia de la mayor tragedia marítima de la historia: el naufragio del Wilhelm Gustloff.
En 2019 publicó su cuarta novela, Las fuentes del silencio, ambientada en el Madrid de la posguerra.
En 2022 publicó su última novela, Voy a traicionarte.

## Obras

### Libros
- 2011, Entre tonos de Gris (Between Shades of Gray).[6]
- 2013, El Color de los Sueños (Out of the Easy).[7]
- 2016, Lágrimas en el Mar (Salt to the Sea).[4]
- 2019, Las Fuentes del Silencio (The Fountains of Silence).[8]
- 2022, Voy a Traicionarte (I Must Betray You).[9]

### Artículos y ensayos
- 26 de noviembre de 2012, Sepetys, Ruta. Sepetys, Ruta. "Finding My Family's Story Through Historical Fiction". Huffington Post.
- 23 de septiembre de 2011, Sepetys, Ruta. "In Wordless Imagery, An Immigrant's Timeless Tale". All Things Considered.
- 17 de mayo de 2012, Sepetys, Ruta . "Two Gray Titles, One Sexy Mix-Up". All Things Considered. NPR.